# Elegia amatoria
Elegia amatoria (elegia Ad Grineam), zwana także Do Grynei – elegia Jana Dantyszka w języku łacińskim, napisana w 1517, wydana w Krakowie w 1518.
Elegia poświęcona jest kochance ukrytej pod pseudonimem Grynea (mogła to być postać wykreowana lub realna osoba). Utwór operuje dwiema konwencjami. Z jednej strony nawiązuje do postaci mitologicznych, które bezskutecznie usiłowały uciec przed strzałami Amora, do Achillesa, Apollina, Polifema. Z drugiej zawiera nawiązania do faktów historycznych i prawdziwych zdarzeń, które pozwalają identyfikować podmiot liryczny z autorem (sekretarz królewski, doktor obojga praw, cesarski palatyn).